# گورستان دره جرجر
گورستان دره جرجر مربوط به هزاره اول قبل از میلاد است و در شهرستان پل‌دختر، بخش مرکزی، دهستان جایدر، ۱/۳ کیلومتری شمال شرق روستای ولیعصر واقع شده و این اثر در تاریخ ۲۸ اسفند ۱۳۸۵ با شمارهٔ ثبت ۱۸۴۳۵ به‌عنوان یکی از آثار ملی ایران به ثبت رسیده است.